# Поколение бэби-бумеров
Поколе́ние бэ́би-бу́меров, также бе́би-бу́меров или просто бу́меров (англ. baby boomers) — термин, применяемый в теории поколений Уильяма Штрауса и Нила Хоува к людям, родившимся в период примерно с 1946 по 1964 годы. Поколению беби-бумеров предшествует Молчаливое поколение. 

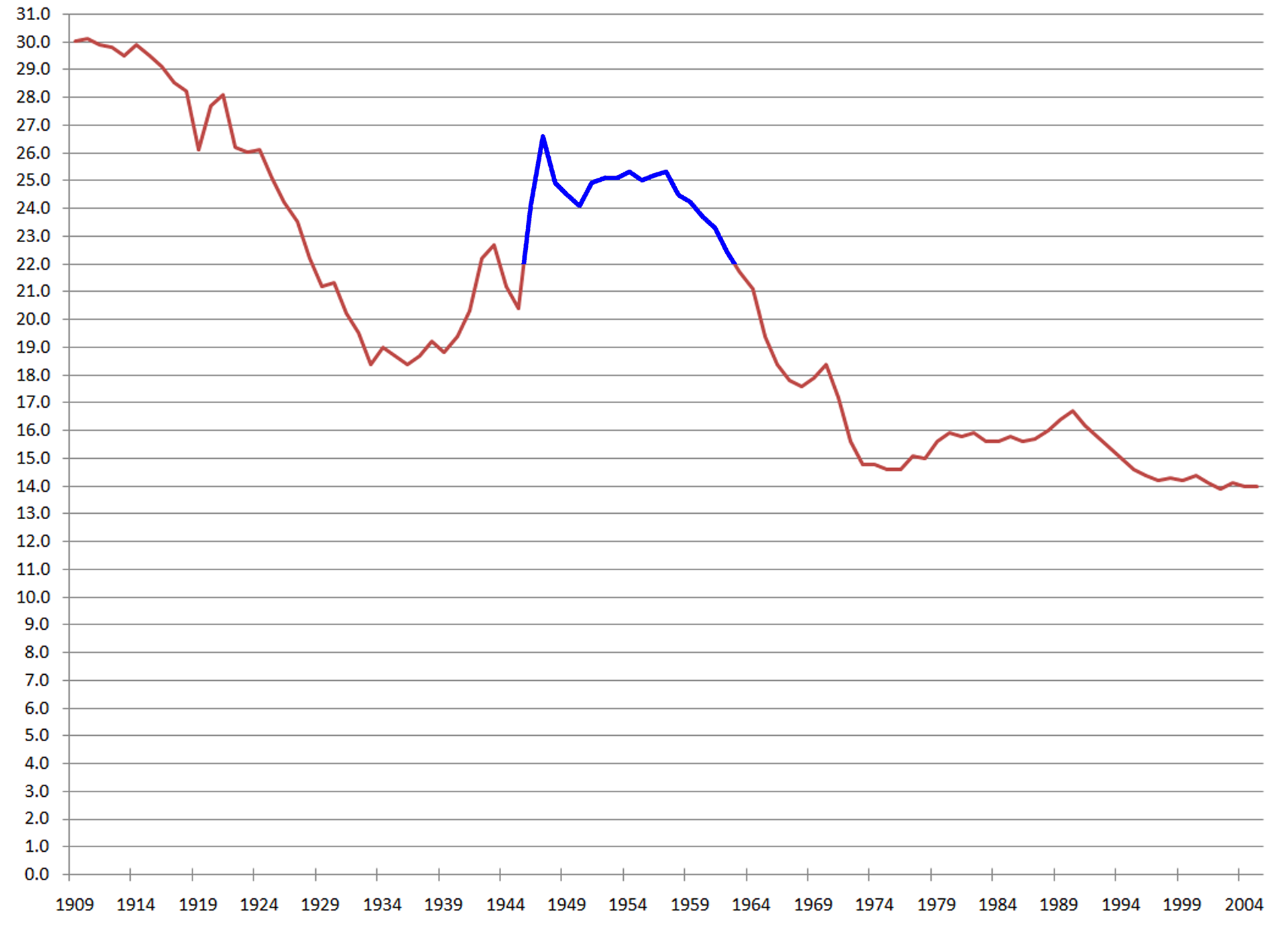
Число рождений на тысячу человек в Соединенных Штатах. Правительство Соединенных Штатов определяет синий сегмент как период бэби-бума.

Схема одной из трактовок теории поколений, по данным Pew Research Center. Голубым цветом отмечено поколение Бэби-бумеров

Наряду с терминами «поколение X», «поколение Y» и «поколение Z» активно используется в демографии, общественных науках и маркетинге. 

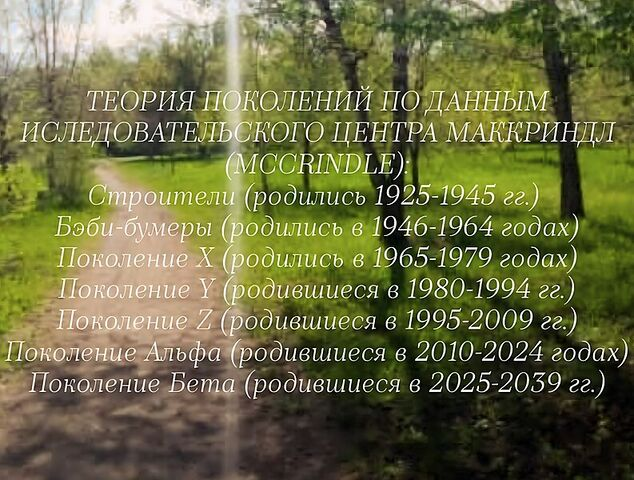
Одно из описаний теории поколений по данным Маккриндл (McCrindle Research)

## Происхождение термина
Название поколения беби-бумеров связано с всплеском рождаемости, произошедшим после Второй мировой войны и известным как беби-бум. Этот термин чаще использовался на Западе, но в настоящее время получил широкое распространение в России. 
Впервые термин «беби-бумер» был использован в газете Daily Press в январе 1963 года, в которой описывался массовый рост числа студентов колледжей, приближающийся к совершеннолетию самых старших бумеров. Оксфордский словарь английского языка относит современное значение этого термина к статье в The Washington Post от 23 января 1970 года.

## Общая характеристика и черты
Основными датами рождения беби-бумеров считаются 1946 по 1964 год во время бэби-бума середины XX века, который последовал за окончанием Второй мировой войны. Согласно этой датировке, самому молодому из них в 2025 году исполнится 61 год, а самому старшему - 79 лет. Большинство бэби-бумеров часто являются родителями миллениалов.

### В мире
На Западе детство бумеров в 1950-1960-е годы пришлось на значительные реформы в сфере образования, как в рамках идеологического противостояния, которым способствовала холодная война, так и в продолжение межвоенного периода.
В 2023 году сообщалось, что в Европе начали заменять роботами поколение беби-бума. Опасную и ручную работу стали автоматизировать из-за острого дефицита на рынке труда в Германии.
Из-за выхода беби-бумеров на пенсию по всему миру к 2035 году численность работников может сократиться на 7 миллионов человек.

### В России
В России большую часть жизни бумеры провели в условиях государственной поддержки: постоянного трудоустройства, обеспечения жильём, бесплатным образованием и медицинской помощью. По данным Роскомнадзора, поколение бумеров предпочитают получать информацию из газет и телевидения. Они составляют пятую часть населения России.
Согласно исследованию Kelly Global представители поколения бумеров чувствуют себя на российском рынке труда не уверенно, так как вынуждены работать с более молодыми сотрудниками, относящимися к миллениалам. В исследовании приняли участие 164 тыс. респондентов в 28 странах, включая 12,7 тыс. человек в России.
В работе беби-бумеры ценят возможность работать в команде, восходящий карьерный рост, бюрократическую оргкультуру. Многих из них можно назвать трудоголиками. Беби-бумеры отличаются низкими эгоцентризмом и индивидуализмом, они терпеливы и бережливы, ощущают свою причастность к своему поколению и к россиянам в целом. Среди своих самых важных социальных и профессиональных качеств сами беби-бумеры выделяют готовность помочь, ощущение нужности окружающим, ощущение своей профессиональной компетентности. Также беби-бумеров отличает патриотичность, они ценят стабильность в месте жительства и месте работы.

## Поколение беби-бумеров и конфликт поколений
В настоящее время поколение беби-бумеров часто обсуждается в контексте взаимоотношений между поколениями. Представители Поколения Z и Поколения Y и бумеры предъявляют друг другу взаимные претензии. Например, беби-бумеры обвиняют младшие поколения в инфантилизме и легкомысленности, в ответ получая замечания об отсутствии толерантности, безответственном отношении к экологии и климату и т. д. В ноябре 2019 года мейнстримом стала фраза «Окей, бумер», используемая представителями Поколения Y и Поколения Z в ответ на критику со стороны беби-бумеров. Источником конфликта поколений является ценностный «разрыв».